# Гольдман, Ален (раввин)
Ален Гольдман (фр. Alain Goldmann, 14 сентября 1931, Страсбург — 4 сентября 2022, XIV округ Парижа) — французский раввин.

## Биография
Гольдман закончил раввинское обучение в Израильской семинарии Франции. Он стал раввином Бордо и синагоги Бельвиль в 20-м округе Парижа. Позже он был раввином синагоги Шасселу-Лоба в 15-м округе Парижа. С 1981 по 1994 год он был главным раввином Парижа.
Он представлял французский раввинат в Национальном консультативном комитете по этике и на Конференции европейских раввинов. В 2009 году он стал членом Национальной консультативной комиссии по правам человека, где он присоединился к мнению меньшинства против однополых браков в Швейцарии.
Ален Гольдман умер в Париже 4 сентября 2022 года в возрасте 90 лет.

## Награды
- Великий офицер ордена Почётного легиона (2012)